# Dvorana Pecara
Pecara je sportska dvorana u Širokom Brijegu. Kapaciteta je 4.500 gledatelja, a u njoj svoje domaće utakmice igraju košakaši HKK Široki te odbojkašice HŽOK Smeč Široki Brijeg. Također, osim košarke i odbojke u dvorani se organiziraju i drugi sportski događaji, kao i koncerti. Dvorana se obično otvara 2 sata prije početka događaja.